# لوازم کامپیوتری

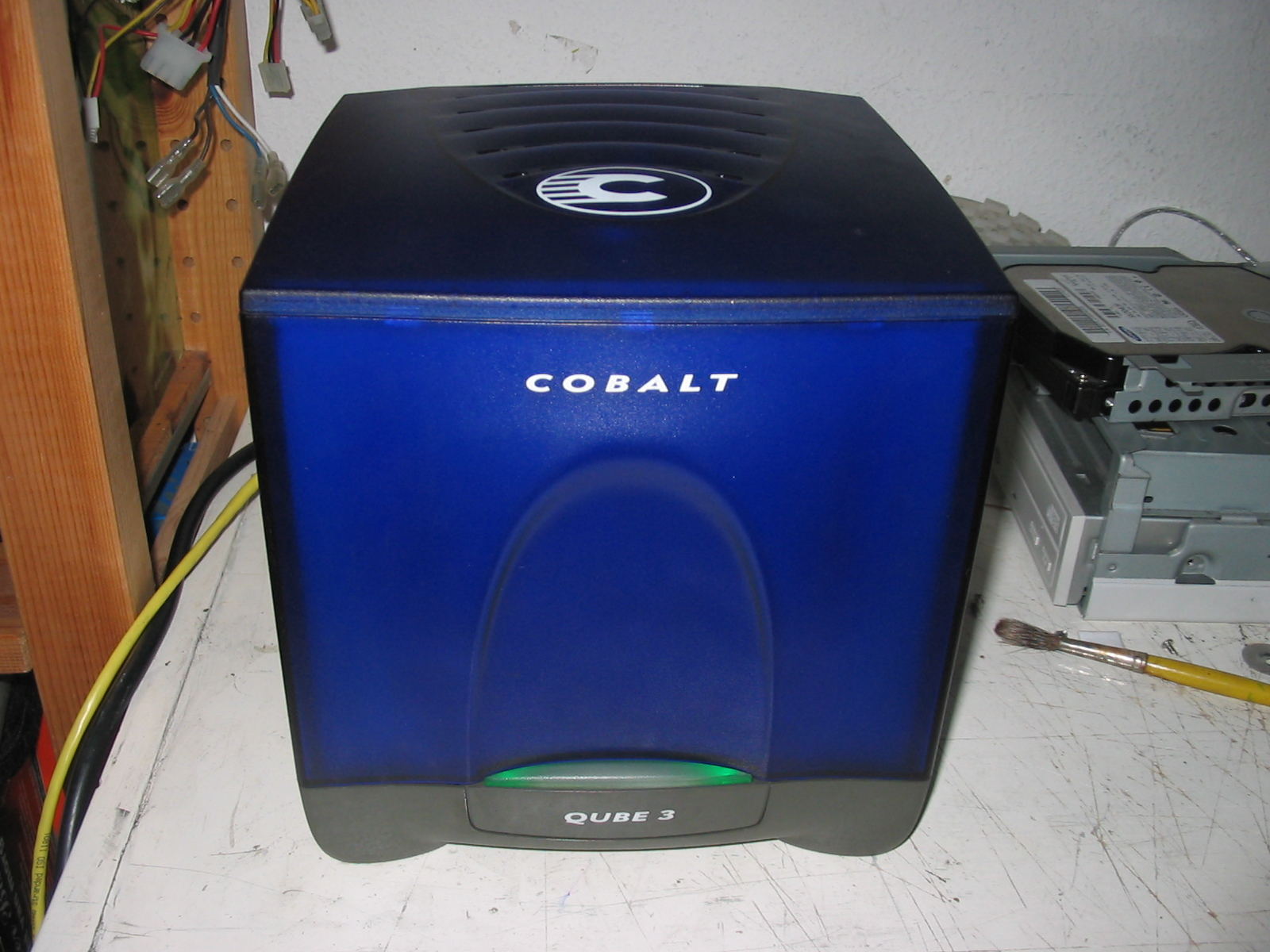
Cobalt Qube 3 - a computer server appliance (2002, discontinued)

دستگاه رایانه (به انگلیسی: Computer appliance) یک رایانه با نرم‌افزار یا سیستم عاملی است که به‌طور خاص برای ارائه یک منبع محاسباتی خاص طراحی شده‌است. چنین دستگاه‌هایی به علت شباهت در نقش یا مدیریت به لوازم خانگی شناخته می‌شوند که به‌طور کلی بسته و مهر و موم شده‌اند و توسط کاربر یا مالک قابل تعمیر نیستند. سخت افزار و نرم‌افزار به عنوان یک محصول یکپارچه تحویل داده می‌شود و حتی ممکن است قبل از تحویل به یک مشتری به صورت پیش تنظیم شده باشد تا یک راه حل کلیدی برای یک برنامه خاص ارائه شود. برخلاف دستگاه‌های رایانه‌ای معمولی رایانه به‌طور کلی طراحی نشده‌است تا مشتریان بتوانند نرم‌افزار و سیستم عامل اصلی را تغییر دهند یا سخت افزار را به‌طور انعطاف‌پذیری تغییر شکل دهند.
دستگاه رایانه شکل دیگری از دستگاه مجازی است که دارای قابلیت مشابه برای دستگاه سخت افزاری اختصاصی است، اما به عنوان یک تصویر ماشین مجازی نرم‌افزار برای یک دستگاه مجهز به هیپواریزن توزیع شده‌است.

## بازنگری
به‌طور سنتی، برنامه‌های کاربردی نرم‌افزاری بر روی یک سیستم عامل عمومیت اجرا می‌شوند که از منابع سخت افزاری رایانه (عمدتاً حافظه، ذخیره‌سازی دیسک، پردازش قدرت و پهنای باند شبکه) برای رفع نیازهای کامپیوتری کاربر استفاده می‌شوند. مساله اصلی با مدل سنتی مربوط به پیچیدگی است.برای ادغام سیستم عامل و برنامه‌های کاربردی با یک پلتفرم سخت افزاری، و سپس برای حمایت از آن پیچیده است.
با سختی محدودیت‌های مختلف سخت افزار و نرم افراز، دستگاه به راحتی قابل برنامه‌ریزی می‌شود و می‌تواند بدون دانش گستردهٔ (یا عمیق) فناوری اطلاعات مورد استفاده قرار گیرد.علاوه بر این، هنگامی که مشکلات و خطاها ظاهر می‌شود، کارکنان حمایتی به ندرت باید آن‌ها را عمیقاً کشف کنند تا این موضوع را کاملاً درک کنند.کارکنان به صرف آموزش در نرم‌افزار مدیریت دستگاه نیاز دارند تا قادر به حل بسیاری از مشکلات باشند.
در همهٔ مدل‌های دستگاه رایانه ،مشتریان از عملیات آسان بهره مند می‌شوند .این دستگاه دقیقاً یک ترکیبی از سخت افزار و سیستم عامل و نرم‌افزار کاربردی دارد که در کارخانه از پیش نصب شده‌است.این مانع از نیاز مشتریان به انجام یک کار ادغام پیچیده می‌شود و به‌طور چشمگیری عیب یابی را ساده می‌کند در واقع این ویژگی "عملیات کلید واژه " مزایای عملکرد است که مشتریان هنگام خرید لوازم خانگی دنبال آن هستند.
به عنوان یک دستگاه در نظر گرفته می‌شود، (سخت افزاری) دستگاه باید با نرم‌افزار ادغام شود، وهر دو به عنوان یک بسته ارائه می‌شود. این دستگاه‌ها را از راه حل‌های "خانه رشد یافته" و یا راه حل‌هایی که نیاز به پیاده‌سازی پیچیده توسط انتگرال یا نمایندگان مجاز ارزش افزوده(WARS)دارند تشخیص می‌دهد.
رویکرد دستگاه کمک می‌کند تا سیستم‌های مختلف و برنامه‌های کاربردی را جدا کنید، به عنوان مثال در مرکز داده هنگامی که یک منبع جدا شود در تئوری می‌توان آن را نیز متمرکز کرد تا در میان بسیاری از سیستم‌ها به اشتراک گذاشته شود، به‌طور مرکزی مدیریت و بهینه‌سازی شود بدون نیاز به تغییر در سیستم‌های دیگر.

## معایب رویکرد دستگاه رایانه
ناسازگاری عمده در راه اندازی یک دستگاه رایانه‌ای این است که از آنجا که آن‌ها برای تأمین یک منبع خاص طراحی شده‌اند که اغلب شامل یک سیستم عامل سفارشی در حال اجرا بر روی سخت افزار تخصصی است که هیچ‌کدام از آن‌ها احتمالاً سازگار با سایر سیستم‌هایی که قبلاً مستقر شده‌اند نیستند.مشتریان انعطاف‌پذیری را از دست می‌دهند.
از سوی دیگر یک سیستم عامل تعبیه شده اختصاصی یا یک سیستم عامل در یک برنامه می‌تواند دستگاه را از حملات سایبری رایج بیشتر محافظت کند.

## انواع لوازم خانگی
انواع لوازم رایانه‌ای منعکس‌کننده طیف وسیعی از محاسبات منابع آن‌ها را به برنامه‌های کاربردی ارائه می‌کنند.بعضی از نمونه ها:
لوازم ذخیره ساز حجم زیادی از ذخیره‌سازی و عملکرد اضافی سطح بالاتر(ex: دیسک معمولی و نوار داده ها) برای چندین سیستم متصل با استفاده از پارامترهای شبکه کامپیوتر محلی شفاف.
لوازم خانگی:
روترهای  عمومی هدف هستند که حفاظت فایروال، امنیت لایه حمل و نقل (TLS)، پیام رسانی، دسترسی به پروتکل‌های شبکه تخصصی (مانند سرویس پیام‌های ebXML) و تسهیم پهنای باند برای سیستم‌های چندگانه آن‌ها را در جلو فراهم می‌کنند.
لوازم پشتیبان و پشتیبان‌گیری و بازیابی فاجعه:
وسایل کامپیوتری که یک نرم‌افزار تهیه پشتیبان و اهداف پشتیبان را یکپارچه می‌کنند، گاهی با hypervisors برای حمایت از DR محلی از سرورهای محافظت شده‌است. آن‌ها اغلب یک دروازه به یک راه حل کامل DRaaS هستند.
فایروال و تجهیزات امنیتی:
وسایل رایانه‌ای که برای حفاظت از شبکه‌های کامپیوتری از ترافیک ناخواسته طراحی شده‌اند.
لوازم جانبی دروازه IIoT و MES:
لوازم رایانه‌ای که برای ترجمه داده‌ها دو طرفه بین سیستم‌های کنترل و سیستم‌های سازمانی طراحی شده‌اند. برنامه‌های اختصاصی، جاسازی شده، برنامه‌های در حال اجرا بر روی دستگاه از اتصالات نقطه به نقطه برای انتقال داده‌ها بین دستگاه‌های زمینه در پروتکل‌های اتوماسیون بومی و سیستم‌های MES از طریق API‌ها، ODBC یا رابط‌های RESTful استفاده می‌کنند.
لوازم ضد جاسوسی
برای اسپم ایمیل
تجهیزات نرم‌افزاری:
یک نرم‌افزار کاربردی است که می‌تواند با سیستم عامل فقط سیستم (JeOS) ترکیب شود تا آن را در سخت افزار استاندارد صنعت یا در یک ماشین مجازی اجرا کند. در اصل، توزیع نرم‌افزار و یا سیستم عامل که در حال اجرا یک دستگاه رایانه است.
لوازم خانگی مجازی:
شامل یک سیستم عامل جاسازی شده بر روی سخت افزار دستگاه است. لایهٔ هیپوویزر به سخت افزار دستگاه سازگار است و نمی‌تواند توسط مشتری تغییر کند، اما مشتری می‌تواند سیستم عامل و برنامه‌های کاربردی دیگر را به شکل دستگاه‌های مجازی بارگذاری کند.

## مشتری لوازم خانگی
گذشته از استقرار آن در مراکز داده، بسیاری از وسایل رایانه به‌طور مستقیم توسط عموم استفاده می‌شود. اینها عبارتند از:
- ضبط‌کننده ویدئویی دیجیتال
- دروازه مسکونی
- ذخیره‌سازی شبکه متصل (NAS)
- کنسول بازی ویدئویی